# 克里斯托弗·沃肯
克里斯托弗·沃肯（英語：Christopher Walken，1943年3月31日—）是一位美國電視、電影演員；曾經榮獲1978年奧斯卡最佳男配角獎；時常飾演反派頭子、壞人、甚至是男鬼，偶爾也演喜劇笑片。較著名的作品如《越戰獵鹿人》（1978年）、《蝙蝠俠大顯神威》（1992年）、《斷頭谷》（1999年）、《神鬼交鋒》（2002年）、《火線救援》（2004年）、《風雲人物》（2006年）、《澤西男孩》（2014年）和《飛躍奇蹟》（2016年）。

## 電影
- 《越戰獵鹿人》(1978年)，成名作(獲得奧斯卡最佳男配角獎)
- 《天堂之门》(1980年）
- 《死亡地带》(1983年)
- 《雷霆殺機》(1985年)，飾演「佐倫」
- 《小卒將軍（英语：Biloxi Blues）》(1988年)，飾演「Sergeant First Class Merwin J. Toomey」
- 《紐約之王（英语：King of New York）》(1990年)，飾演「Frank White（英语：Frank White）」
- 《蝙蝠俠大顯神威》(1992年)，飾演「麥克斯·史勒克」
- 《黑色追緝令》（Pulp Fiction ，1994年），飾演「Captain Koons 孔斯上尉」
- 《魔翼殺手》（The Prophecy ，1995年），飾演「Gabriel 加百列」
- 《捕鼠氣》(1997年)
- 《斷頭谷》(1999年)，飾演「無頭騎士」
- 《魔法電波》(Blast from the Past，1999年)
- 《亂世美人（英语：The Affair of the Necklace）》（2001年）
- 《美國甜心（英语：America's Sweethearts）》（2001年）
- 《傻喬歷險記（英语：Joe Dirt）》（2001年）
- 《草地英熊（英语：The Country Bears）》（2002年）
- 《神鬼交鋒》（2002年）
- 《高桿（英语：Poolhall Junkies）》（2002年）
- 《天堂有約（英语：Plots With A View）》（2002年）
- 《賤錢眼開（英语：Envy）（2003年）
- 《搶錢袋鼠（英语：Kangaroo Jack）》（2003年）
- 《浴血叢林》（2003年）
- 《絕配殺手》（2003年）
- 《燈火闌珊處（英语：Around the Bend）》（2004年）
- 《火線救援》（2004年）
- 《超完美嬌妻（英语：The Stepford Wives (2004 film)）》（2004年）
- 《婚禮終結者》（2005年）
- 《愛情和香煙》（2005年）
- 《命運好好玩》（2006年），飾演「莫提」
- 《風雲人物（英语：Man of the Year (2006 film)）》（2006年）
- 《乒乓特派員（英语：Balls of Fury）》（2007年）
- 《髮膠明星夢》（2007年）
- 《五美元過一天（英语：$5 a Day）》（2008年）
- 《初來乍盜（英语：The Maiden Heist）》（2009年）
- 《Life's a Beach》（2010年）
- 《黑馬馬力夯（英语：Dark Horse(2011 film)）》（2011年）
- 《殺死這個愛爾蘭人》（2011年）
- 《濃情四重奏（英语：A Late Quartet）》（2012年）
- 《王牌雙賊（英语：Stand Up Guys）》（2013年）
- 《少數派力量》（The Power of Few，2013年）
- 《眾神的惡作劇》（Gods Behaving Badly，2013年）
- 《澤西男孩》（Jersey Boys，2014年）
- 《強尼之危機四伏》（Turks & Caicos，2014年）
- 《当我再活一次》（When I Live My Life Over Again，2015年）
- 《非普通家庭》（The Family Fang，2015年）
- 《飛躍奇蹟》（Eddie the Eagle，2016年）
- 《與森林共舞》（The Jungle Book，2016年）
- 《我的老爸喵星人》（Nine Lives，2016年）
- 《追爸大行動》（Father Figures，2017年）
- 《你是唯一》（Irreplaceable You，2018年）
- 《耶穌搖擺》（The Jesus Rolls，2019年）
- 《阿公當家》（The War with Grandpa，2020年）
- 《真愛鄰距離》（Wild Mountain Thyme，2020年）
- 《珀西與哥利亞》（Percy，2020年）
- 《沙丘：第二部》（Dune: Part Two，2023年）

## 電視
- 主持《週末夜現場》
- 2001音樂錄影帶:流線胖小子《Weapon of Choice》

## 游戏
- 1996年：开膛手（英语：Ripper (video game)）
- 1996年：私掠者2：黑暗（英语：Privateer 2: The Darkening）
- 2003年：真實犯罪：洛城街頭
- 2005年：真实犯罪：纽约

## 獎項
- 1978年以《越戰獵鹿人》，獲得第51屆的奧斯卡金像獎最佳男配角獎
- 2002年以《神鬼交鋒》，獲得英國影視藝術學院獎（英國金像獎）最佳男配角獎